# Enrique Zambrano
Enrique Jesús Zambrano Echeverría (Monterrey, 5 luglio 1920 – Città del Messico, 22 novembre 1968) è stato un attore, direttore del doppiaggio e doppiatore messicano,noto in patria per aver diretto il doppiaggio messicano di Star Trek, di cui ha doppiato qualche personaggio secondario.

## Biografia
È figlio di Enrique Reynaldo Zambrano, un agente assicurativo deceduto quando Enrique aveva sedici anni. Aveva 10 sorelle. Ha debuttato come attore nel film La vergine indiana in un ruolo non accreditato. 
Dal suo matrimonio ebbe quattro figli.  Morì a 48 anni a causa di un arresto cardiaco e broncopolmonite.  Il suo corpo è sepolto presso il Panteón Jardín di Città del Messico.

## Filmografia
- La vergine indiana (María Candelaria)- regia di Emilio Fernández (1944)
- Me he de comer esa tuna - regia di Miguel Zacarías (1945)
- Tania, la bella salvaje - regia di Juan Orol (1948)
- El reino de los gángsters - regia di Juan Oriol (1948)
- El cuarto mandamiento - regia di Rolando Aguilar (1948)
- Una gringuita en México - regia di Julián Soler  (1951)
- Amor perdido - regia di Miguel Morayta (1951)
- En la palma de tu mano - regia di Roberto Gavaldón (1951)
- Trotacalles - regia di Matilde Landeta (1951)
- El Revoltoso - regia di Gilberto Martínez Solares (1951)
- Los enredos de una gallega - regia di Fernando Soler (1951)
- La valle degli uomini perduti (Massacre) - regia di Louis King (1956)
- Santo contra cerebro del mal - regia di Joselito Rodríguez (1961)